# Pedro Maestre Herrero
pedroMaestre Herrero (Elda, Alicante, 5 de mayo de 1967) es un escritor español.

## Datos biográficos
Es licenciado en Filología Hispánica por la Universidad de Alicante.
Quedó finalista del concurso Nuevos Narradores en 1995. En 1996 ganó el Premio Nadal con su novela autobiográfica Matando dinosaurios con tirachinas.
Ha colaborado como articulista en los diarios Las Provincias y El Mundo.

## Obra
- Matando dinosaurios con tirachinas (1996). ISBN 84-233-2656-X
- Benidorm, Benidorm, Benidorm (1997). ISBN 978-84-233-2913-7
- Alféreces provisionales (1999). ISBN 978-84-233-3149-9
- El libro que Sandra Gavrilich quería que le escribiera (2006). ISBN 84-96080-83-8